# Swezeyia lyricen
Swezeyia lyricen är en insektsart som först beskrevs av George Willis Kirkaldy 1906.  Swezeyia lyricen ingår i släktet Swezeyia och familjen Derbidae. Inga underarter finns listade i Catalogue of Life.